# Vlag van Baarle-Nassau

De vlag van Baarle-Nassau

De vlag van Baarle-Nassau werd op 20 augustus 1965 per besluit van de gemeenteraad van de Noord-Brabantse gemeente Baarle-Nassau als gemeentelijke vlag aangesteld. De vlag is ontworpen door Klaes Sierksma. Het oorspronkelijke ontwerp was een idee van Willem van Ham, en werd indertijd bij de gemeente ingediend door de Stichting voor Banistiek en Heraldiek te Muiderberg.

## Omschrijving
De officiële beschrijving van de vlag luidt als volgt:
Rood met drie witte tot  op 2/7 van de totale vlaglengte aan de broekzijde verkorte, even hogen banen, elk 1/7 van de totale vlaghoogte en aan de broek een blauwe broekingbalk ter hoogte van 2/5 van de vlaglengte, gebroken door de witte banen, met in de broektop een geel blok.
De vlag bestaat uit twee delen: aan de broekingzijde blauw met in de top een geel blok. De vluchtzijde begint op ongeveer 2/5 van de vlag en is rood met witte banen. De witte bannen breken in het blauwe vlak. De witte banen zijn stoppen op 2/7 van de vlaglengte. De kleuren zijn de oude wapenkleuren rood en wit in combinatie met de rijkskleuren waarin het wapen is verleend. Het gele blok staat voor de drie balen in het gemeentewapen.

## Verwante afbeelding

Het wapen van Baarle-Nassau

Alphen-Chaam · Altena · Asten · Baarle-Nassau · Bergeijk · Bergen op Zoom · Bernheze · Best · Bladel · Boekel · Boxtel · Breda · Cranendonck · Deurne · Dongen · Drimmelen · Eersel · Eindhoven · Etten-Leur · Geertruidenberg · Geldrop-Mierlo · Gemert-Bakel · Gilze en Rijen · Goirle · Halderberge · Heeze-Leende · Helmond · 's-Hertogenbosch · Heusden · Hilvarenbeek · Laarbeek · Land van Cuijk · Loon op Zand · Maashorst · Meierijstad · Moerdijk · Nuenen, Gerwen en Nederwetten · Oirschot · Oisterwijk · Oosterhout · Oss · Reusel-De Mierden · Roosendaal · Rucphen · Sint-Michielsgestel · Someren · Son en Breugel · Steenbergen · Tilburg · Valkenswaard · Veldhoven · Vught · Waalre · Waalwijk · Woensdrecht · Zundert